# لوئی دلوک
لوئی دلوک (فرانسوی: Louis Delluc‎؛ ۱۴ اکتبر ۱۸۹۰ – ۲۲ مارس ۱۹۲۴) یک فیلم‌نامه‌نویس، کارگردان فیلم و منتقد فیلم اهل فرانسه بود. وی رهبر جنبش دهه ۱۹۲۰ سینمای آوانگارد فرانسه به حساب می آید.
به رغم تلاش هایش در همان سرگردانی دستیابی به فرم سینمایی باقی ماند و نتوانست تئوری زیبایی شناسی منسجمی برای هنر فیلم به طور کل و سینمای آوانگارد فرانسه به طور اخص ارائه دهد.
حاصل فعالیت های سینمای فرانسه در این دوران در همان فیلم های رنه کلر، ژان اپستین، آبل گانسل و کاوالکانتی به بار نشست.
«جایزه لوئی دلوک» در سال ۱۹۳۷ به افتخار وی ایجاد شد

## فیلمشناسی
تب
زنى از هيچ كجا